# Judo Tenri
El Judo Tenri es el estilo de Judo asociado a la joven Religión Tenrikyō. 
La disciplina de Judo, arte marcial japonés basado en derribes y en usar la fuerza del oponente en su contra fue creada por Jigorō Kanō.
En la ciudad de Tenri, sede de la Iglesia de Tenrikyo, se practica desde hace muchos años este arte marcial y cuenta con una gran reputación en Japón y en el mundo debido a los logros olímpicos de sus atletas. Se han abiertos Dojos fuera de Japón de maestros de Judo de Tenri.
Tenrikyo significa literalmente enseñanza de la verdad del cielo. Es una asociación religiosa mundial que tiene presencia en distintos países del mundo fuera de Japón.
Tenrikyo es una eseñanza que creció como parte del sintoísmo cuando en Japón solo se permitían determinados cultos. Su fundadora Miki Nakayama vivió perseguida por esas restricciones del imperio Nipón pues es era una religión diferente.
Uno de los aspectos de mayor relevancia de Tenrikyo es el Don del Sazuke, Don divino, los creyentes reciben este sacramente en la Ciudad Sede, que se ubica en la prefectura de Nara. A través de Sazuke los creyentes de Tenrikyo buscan el bienestar de enfermos y de personas que sufren y se transmite la enseñanza al mismo tiempo.